# Gastone Gambara
Gastone Gambara (Imola, 10 de noviembre de 1890 - Roma, 27 de febrero de 1962) fue un general italiano que participó en la Primera Guerra Mundial y se destacó durante la intervención italiana a favor de Franco en la guerra civil española. También participó en la Segunda Guerra Mundial, durante la cual tuvo un papel destacado durante los combates en el norte de África y en la sanguinaria represión sobre partisanos y civiles en la Yugoslavia ocupada.

## Biografía
Combatió como oficial en la Primera Guerra Mundial, y tras la finalización de la misma hizo carrera en el Regio Esercito durante largos años. Participaría en la Invasión de Abisinia, entre 1935 y 1936.

### Guerra civil española
En 1938 Mussolini lo envió a España para luchar al lado de las tropas de Francisco Franco dentro del Corpo di Truppe Volontarie, acciones por las que recibirá la Ordine Militare di Savoia y el ascenso a general de brigada. Acantonado en el frente del Centro, fue el responsable de la toma de Alicante, la última ciudad republicana en caer. Sus tropas atravesaron la ciudad por la avenida de Alfonso el Sabio y el Ayuntamiento hasta llegar al puerto, donde se refugiaban los últimos refugiados republicanos. 
Gambara trató inicialmente de negociar la salida del puerto de los refugiados, orden que Franco revocó inmediatamente enviando tropas de infantería desde el puerto de Castellón encargadas de ametrallar y detener a las más de 15000 personas que intentaban abandonar la ciudad.

### Segunda Guerra Mundial
Combatió luego Gambara en Albania durante la invasión italiana de abril de 1939, para pasar más tarde a comandante del XV Corpo d'Armata (a su vez integrado en el Grupo de Ejércitos del Oeste) en el sur de Francia en junio de 1940 durante la efímera campaña italiana en dicha zona. Después de un breve intermedio en que fue enviado a combatir en la invasión italiana contra Grecia (bajo el mando interino del VIII Corpo d'Armata), se hace cargo de las tropas italianas en el norte de África junto a su aliado alemán, el general Rommel. 
Ambos mandos militares mantuvieron serias diferencias sobre la forma de conducir las campañas y Rommel creó la famosa frase  «Wo bleibt Gambara?» ("¿Donde está Gambara?") al referirse a su ausencia en la fase crítica de la contraofensiva de Rommel ante el ataque de los ingleses a fines de 1941 (en la Operación Crusader), cuando los generales alemanes reclamaban el apoyo de las divisiones italianas mientras Gambara postergaba dicha ayuda. En el libro El Zorro del Desierto, de Paul Carre, esta frase da nombre a todo un capítulo. Posteriormente Erwin Rommel manifestaría una pésima opinión sobre las virtudes militares de Gambara y las de Ettore Bastico, juzgándolos como incompetentes y pobremente dotados para el mando.
Posteriormente, asume la jefatura del XI Corpo d'Armata en los Balcanes, encargándose de la represión contra los partisanos que operaban en las zonas de Eslovenia y Croacia que se encontraban bajo ocupación italiana. En este puesto se mantuvo hasta septiembre de 1943, cuando Italia acordó la paz por separado con las potencias aliadas y las tropas italianas fueron desarmadas por la Wehrmacht. No obstante ello, Gambara se mantuvo leal al régimen de Mussolini pues desde antes de la guerra era un fascista totalmente convencido, siendo además admirado por el yerno de Mussolini, el ministro de asuntos exteriores Galeazzo Ciano.
Gambara prestó servicios para la República Social Italiana pero jamás volvió a tener una participación activa en la contienda, al quedar prácticamente sin tropas que mandar y subordinado al mando militar de la Wehrmacht.

### Posguerra
Tras la finalización de la guerra, Gambara fue hecho prisionero, acusado de crímenes de guerra contra prisioneros en campos de concentración de la región eslovena de Liubliana, entre otros lugares. Gambara fue un importante responsable de la sanguinaria represión en los Balcanes (especialmente en Yugoslavia) y la muerte de miles de prisioneros y partisanos. Tras pasar una breve pena de cárcel, fue liberado y se instaló en Roma, donde pasaría el resto de sus días hasta su muerte en 1962.